# Merowingische Buchmalerei
Die kontinentale, fränkische Illustrationskunst der zweiten Hälfte des siebten und des achten Jahrhunderts wird als merowingische Buchmalerei bezeichnet. Ornamental gestaltete, an die Buchmalerei der Spätantike anknüpfende Initialen, die mit Lineal und Zirkel konstruiert wurden, und Titelbilder mit Arkaden sowie eingestelltem Kreuz sind fast die einzige Illustrationsform, figürliche Darstellungen fehlen beinahe völlig. Seit dem achten Jahrhundert treten zunehmend zoomorphe Ornamente auf, die so dominant werden, dass etwa in Handschriften aus dem Frauenkloster Chelles ganze Zeilen ausschließlich aus Buchstaben bestehen, die aus Tieren gebildet sind. Im Gegensatz zur zeitgleichen insularen Buchmalerei mit dessen wuchernder Ornamentik strebte die merowingische nach einer klaren Ordnung des Blattes.
Eines der ältesten und produktivsten Skriptorien war das des 590 von dem irischen Mönch Columban gegründeten Klosters Luxeuil, das 732 zerstört wurde. Die 662 gegründete Abtei Corbie entwickelte einen ausgeprägten eigenen Illustrationsstil, Chelles und Laon waren weitere Zentren der merowingischen Buchillustration. Ab der Mitte des achten Jahrhunderts wurde diese stark von der insularen Buchmalerei beeinflusst. Ein Evangeliar aus Echternach (Trier, Dombibliothek, Cod. 61 olim 134.) beweist, dass es in diesem Kloster zu einer Zusammenarbeit irischer und merowingischer Schreiber und Buchmaler gekommen ist. Die Klostergründung Willibrords beeinflusste die kontinentale Buchmalerei stark und trug die irische Kultur in das Merowingerreich.

## Merowingische illustrierte Handschriften
| Abbildung | Gebräuchlicher Name       | Datierung                 | Lokalisierung, Malschule                                                             | Inhalt; Besonderheiten                                               | Signatur                                  |
| --------- | ------------------------- | ------------------------- | ------------------------------------------------------------------------------------ | -------------------------------------------------------------------- | ----------------------------------------- |
|           | Sacramentarium Gelasianum | Mitte des 8. Jahrhunderts |                                                                                      | Sakramentar                                                          | Rom, Biblioteca Vaticana, Reg. Lat. 316   |
|           |                           | Mitte des 8. Jahrhunderts | östliches Westfranken (Bourgogne?)                                                   | Bibel                                                                | Autun, Bibliothèque Municipale, Ms 2      |
|           | Evangeliar des Gundohinus | 754/755                   | Kloster Vosevio (bisher nicht identifiziert), östlichen Westfranken, evtl. Bourgogne | Evangeliar                                                           | Autun, Bibliothèque Municipale. Ms 3      |
|           |                           | um 780                    | Saint-Pierre de Flavigny (östliches Westfranken)                                     |                                                                      | Autun, Bibliothèque Municipale. Ms 5      |
|           | Sakramentar von Gellone   | Ende des 8. Jahrhunderts  | Meaux                                                                                | Sakramentar                                                          | Paris, Bibliothèque Nationale, Lat. 12048 |
|           |                           | Ende des 8. Jahrhunderts  | Bourgogne                                                                            | Evangeliar für den Gebrauch von Saint-Pierre de Flavigny (Bourgogne) | Autun, Bibliothèque Municipale. Ms 4      |